# Draaiende achtbaan
Een draaiende achtbaan (ook wel spinning coaster genoemd) is een achtbaantype waarbij het bovendeel van de wagon kan roteren ten opzichte van het onderstel van de achtbaantrein om een verticale as.

## Geschiedenis
De eerste draaiende achtbaan was de Virginia Reel in Luna Park in Brooklyn (New York) gebouwd door Henry Elmer Riehl. Hij noemde de baan naar zijn dochter Luna Virginia Riehl. De karretjes reden net als de zijfrictieachtbaan door een goot maar bij de Virginia Reel konden de karretjes, in de vorm van ronde kuipen, konden vrij draaien. De baan van de Virginia Reel had geen steile afdalingen en heuvels maar wel veel scherpe bochten. De wagens konden door heuvels of bij afdalingen anders loskomen. De laatste volledige Virginia Reel stond in Pleasure Beach Blackpool en werd in 1982 gesloten.
Een van de eerste moderne draaiende achtbanen was de Crazy Mouse geopend in Dinosaur Pier. De Crazy Mouse had een baanlay-out van een wildemuis-achtbaan. De eerste moderne draaiende achtbanen, waaronder Crazy Mouse, werden gebouwd door Reverchon. Later zijn daar andere fabrikanten bij gekomen waaronder MACK Rides, Maurer Söhne en Gerstlauer. Lost Gravity zou ook eerst een draaiende achtbaan worden en de eerste draaiende achtbaan met inversies.

## Technische kenmerken
Draaiende achtbanen onderscheiden zich van andere achtbaantypen door de draaiende beweging van het passagiersdeel van de achtbaantrein om een verticale as.
Grofweg vallen draaiende achtbanen te verdelen in twee categorieën:
1. Gecontroleerde rotatie (Maurer AG) (zoals bij Winja's Fear & Winja's Force in Phantasialand en Twistrix in Drievliet)
2. Vrije rotatie (MACK Rides) (zoals bij Euro-Mir in Europapark en Dwervelwind in Toverland)

Vrije rotatie is het meest gebruikelijk aangezien de rit dan iedere keer anders is en daardoor langer interessant blijft voor bezoekers. Bij vrije rotatie is het vaak mogelijk het draaiende deel te blokkeren zodat het draaiende effect niet hinderlijk werkt in bijvoorbeeld het station. Bij draaiende achtbanen van Gerstlauer kan het allebei.
Achtbaantreinen van draaiende achtbanen kunnen zowel bestaan uit individuele wagons (bijvoorbeeld Primeval Whirl in Disney's Animal Kingdom) als uit geschakelde configuraties (bijvoorbeeld de inmiddels verwijderde Xtreme in Drievliet).

## Nederlandse en Belgische locaties
| Achtbaan                  | Attractiepark (NL)        | Opening | Fabrikant    |
| ------------------------- | ------------------------- | ------- | ------------ |
| Twistrix                  | Familiepark Drievliet     | 2001    | Maurer Söhne |
| Spinning Coaster          | Drouwenerzand             | 2005    | EOS Rides    |
| Dwervelwind               | Attractiepark Toverland   | 2012    | MACK Rides   |
| Spinning Coaster          | Kinderstad Heerlen        | 2018    | SBF Visa     |
| Texas Twister             | Julianatoren              | 2022    | SBF Visa     |
| Havana Spinning Adventure | Mondo Verde               | 2022    | SBF Visa     |
| Ridderstrijd              | Avonturenpark Hellendoorn | 2024    | Reverchon    |

| Achtbaan          | Attractiepark (BE)  | Opening | Fabrikant  |
| ----------------- | ------------------- | ------- | ---------- |
| Naga Bay          | Bobbejaanland       | 2011    | Maurer AG  |
| Vicky The Ride    | Plopsaland Ardennes | 2011    | Gerstlauer |
| Ride to Happiness | Plopsaland De Panne | 2021    | MACK Rides |

Het attractiepark Drievliet had op een gegeven moment twee draaiende achtbanen: Twistrix en Xtreme. De Xtreme is eind 2006 verplaatst naar een park in de Verenigde Staten, Twistrix is nog steeds in het park aanwezig.

## Galerij

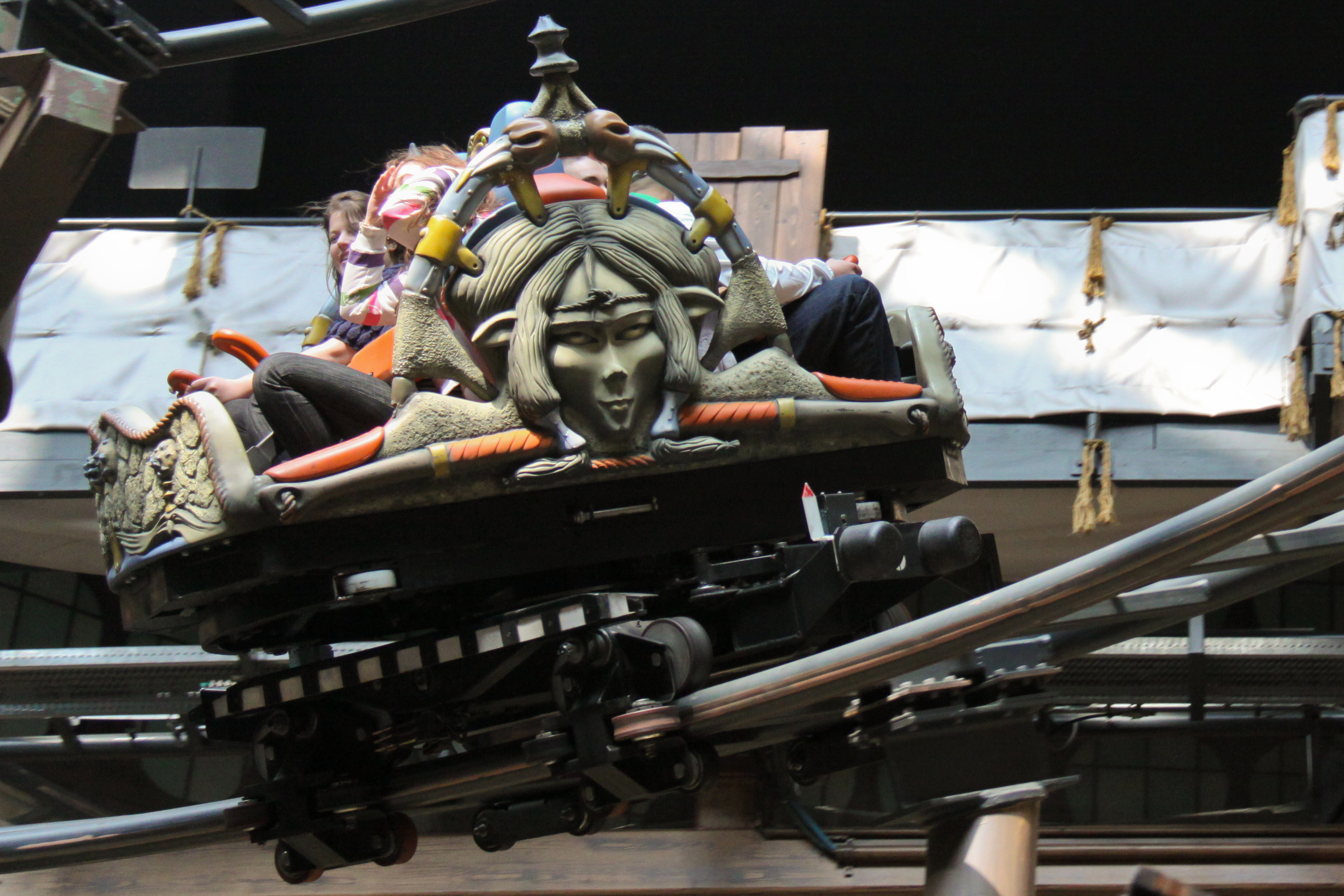
Winja's Fear in Phantasialand (achtbaantrein)
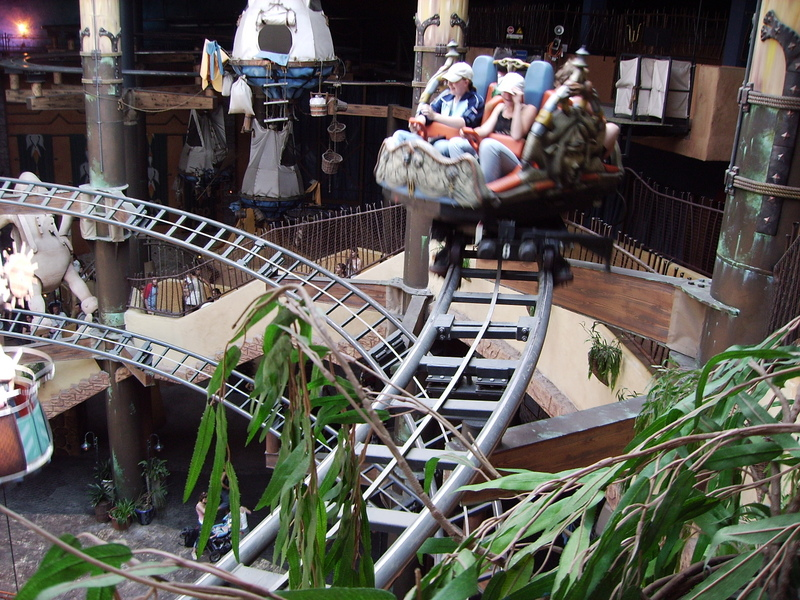
Winja's Force in Phantasialand (track)
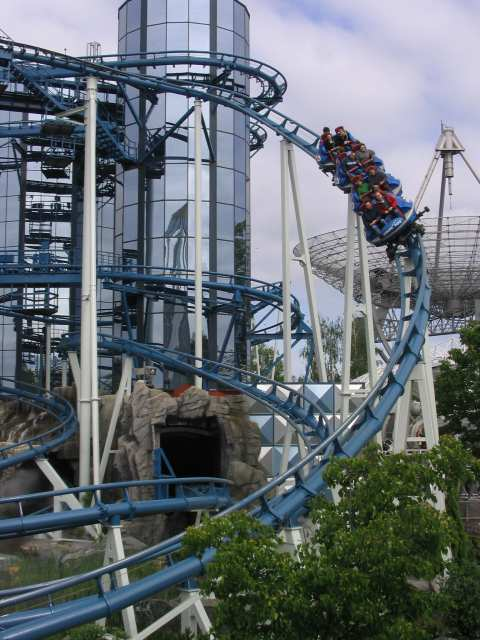
Euro-Mir in Europapark
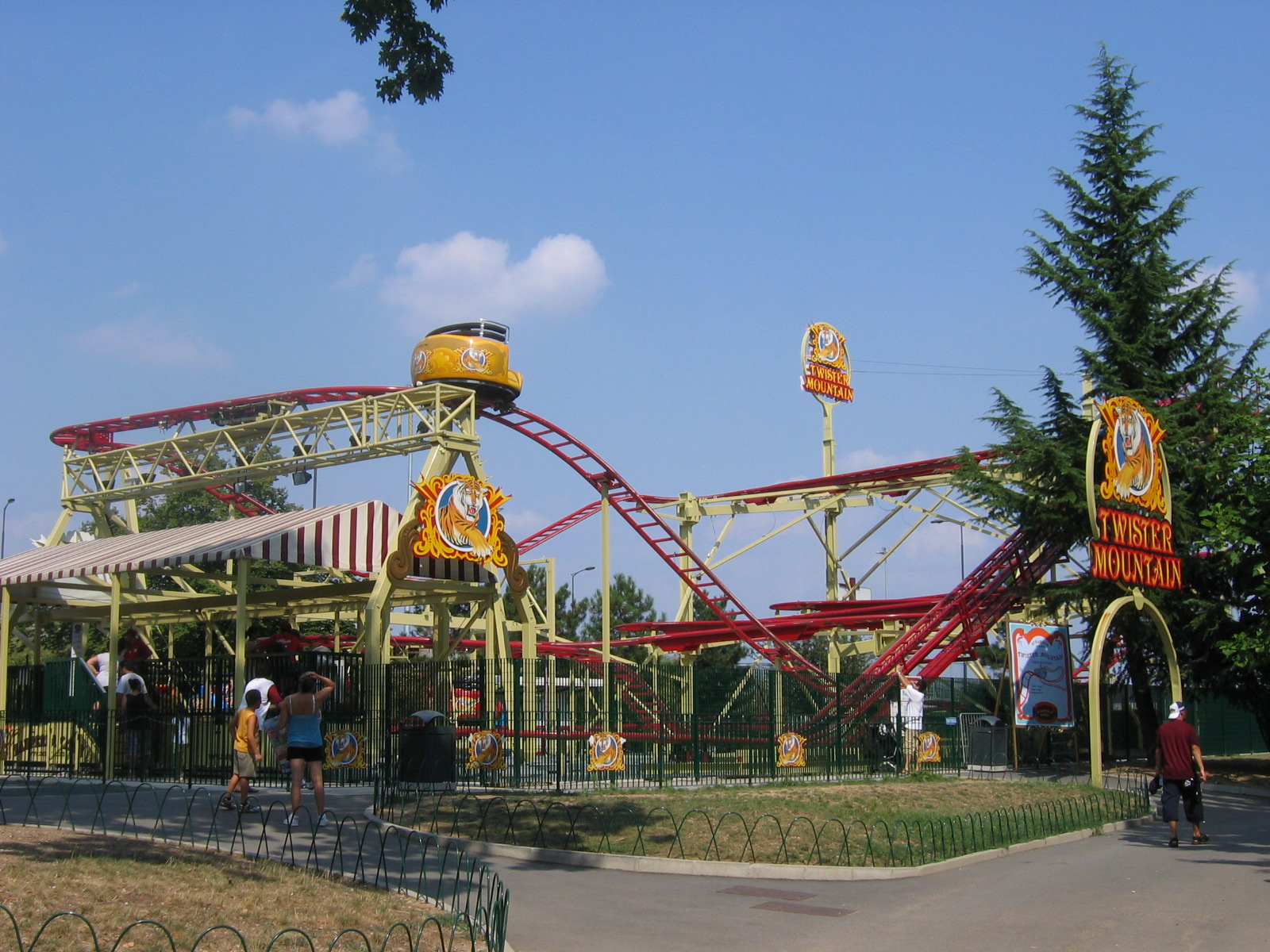
Twister Mountain in Minitalia Leolandiapark
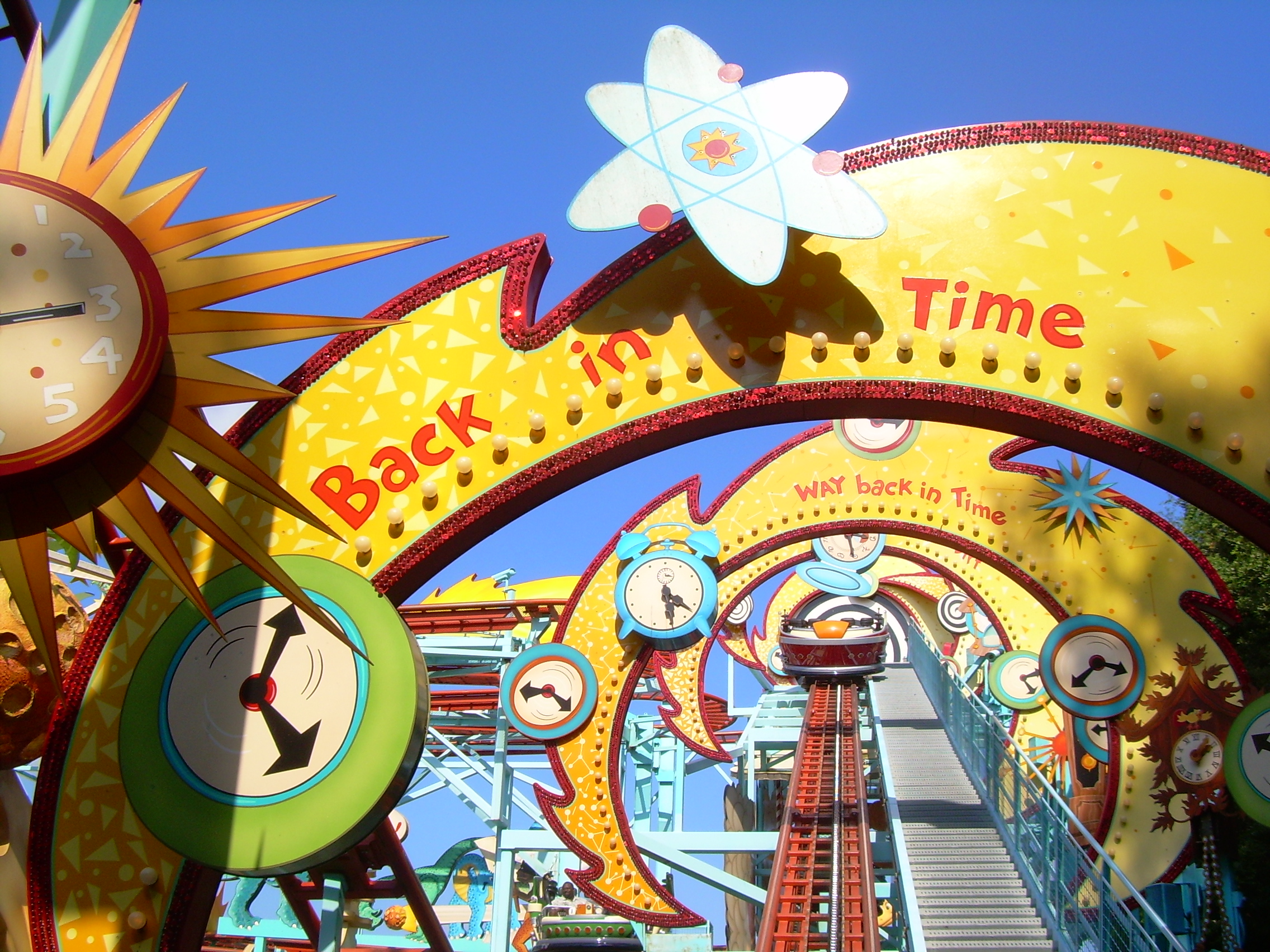
Primeval Whirl in Disney's Animal Kingdom
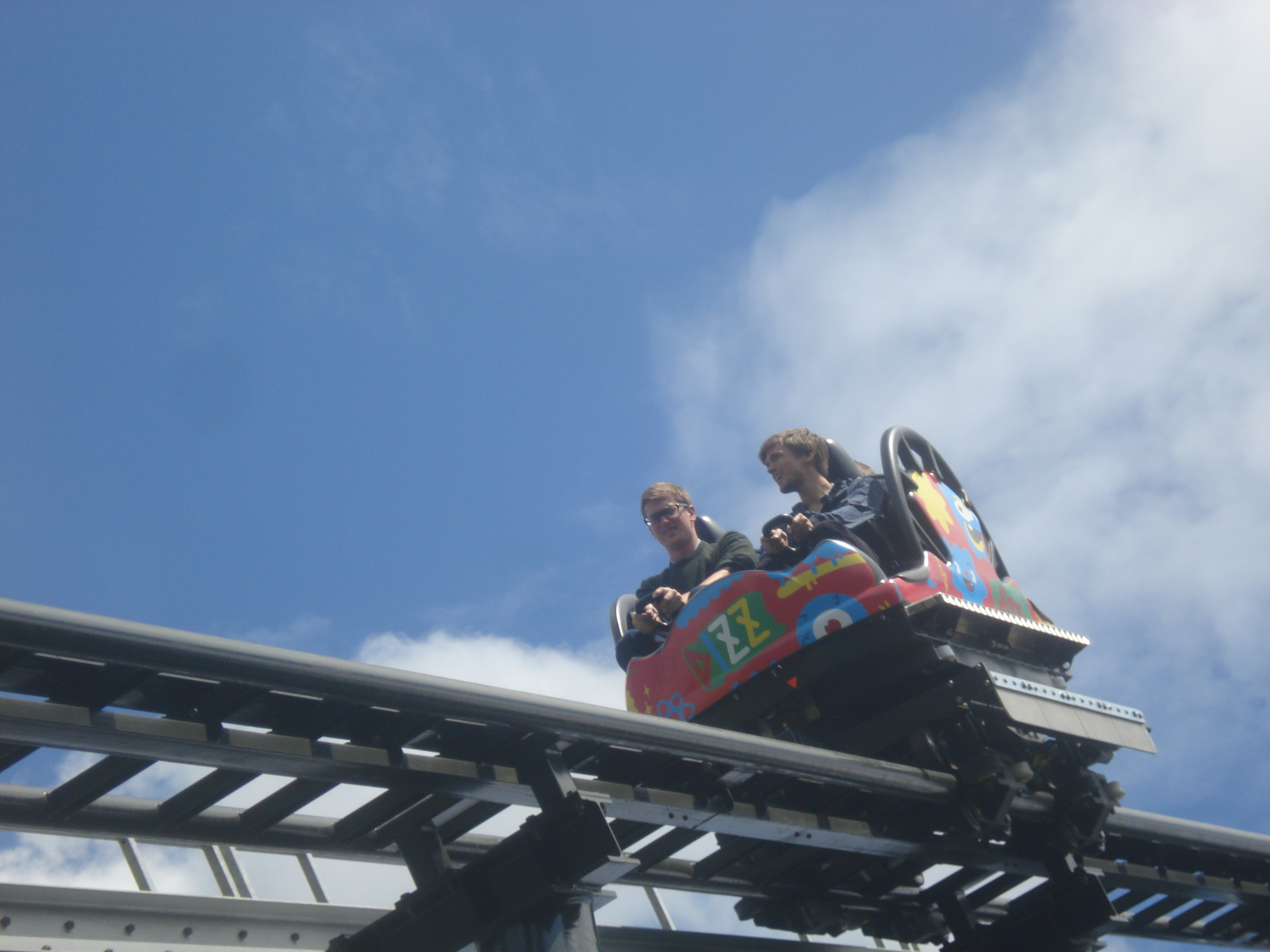
Naga Bay in Bobbejaanland (toen het nog de naam Dizz droeg)
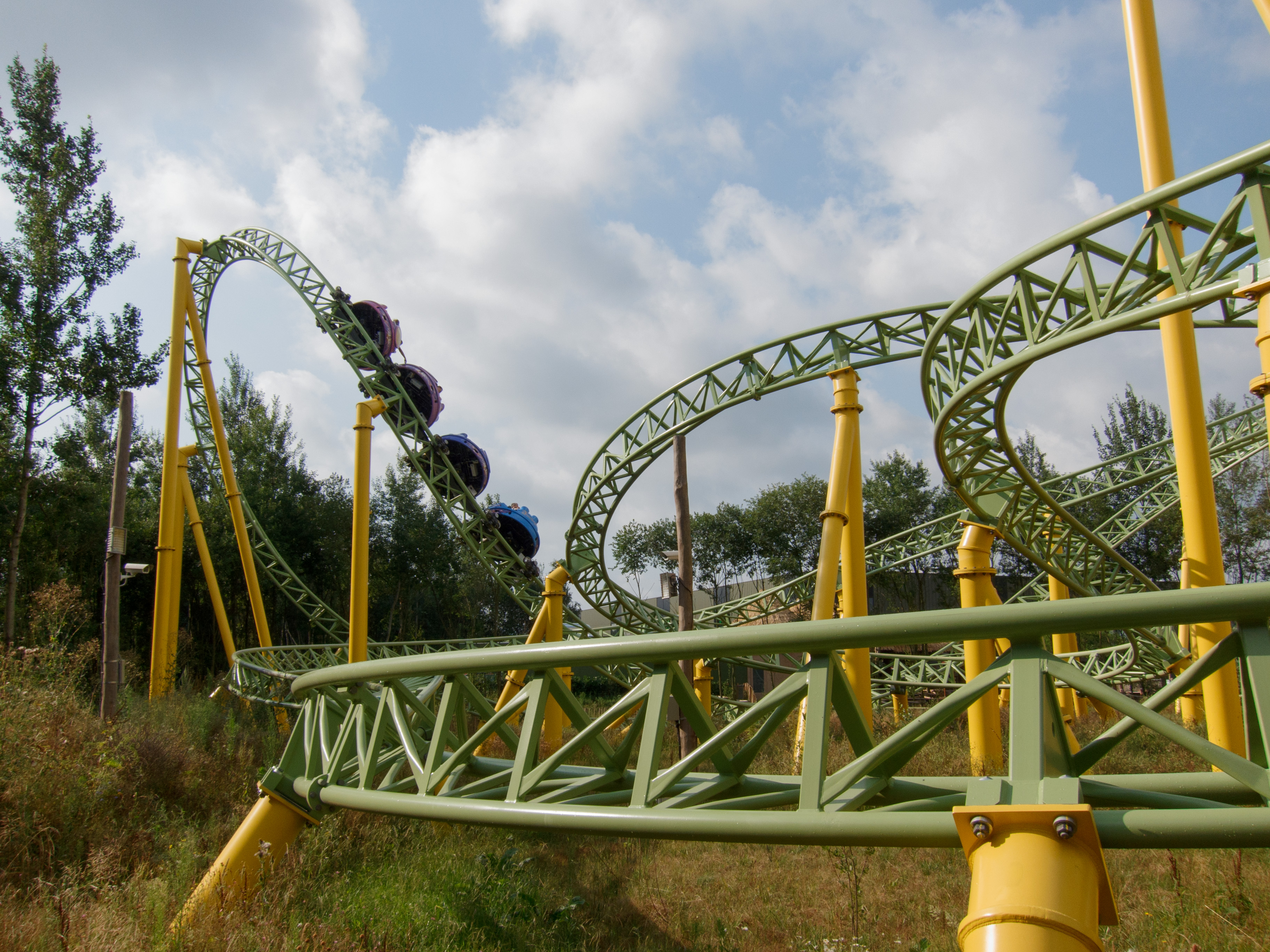
Dwervelwind in Toverland
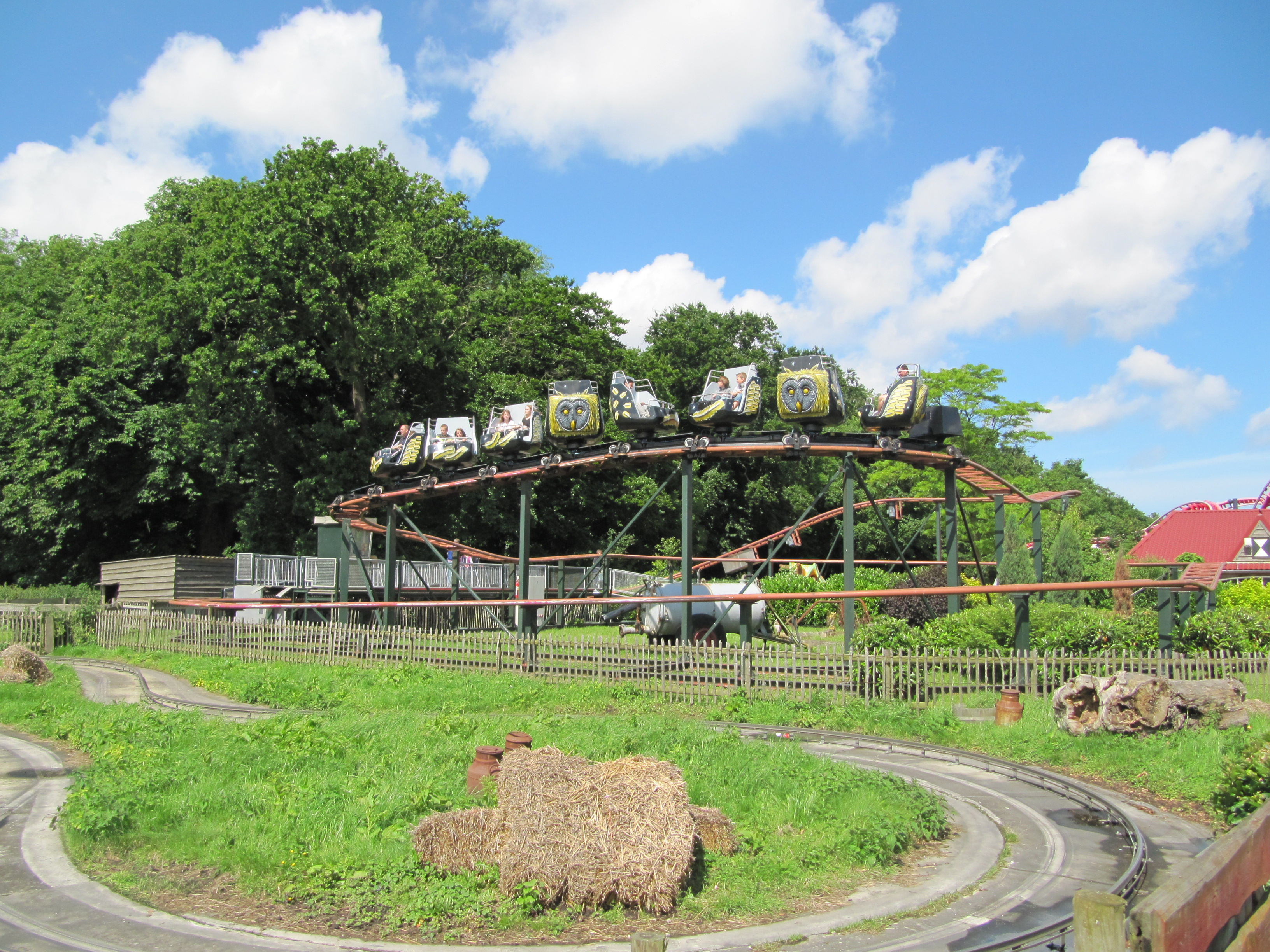
Twistrix in Drievliet
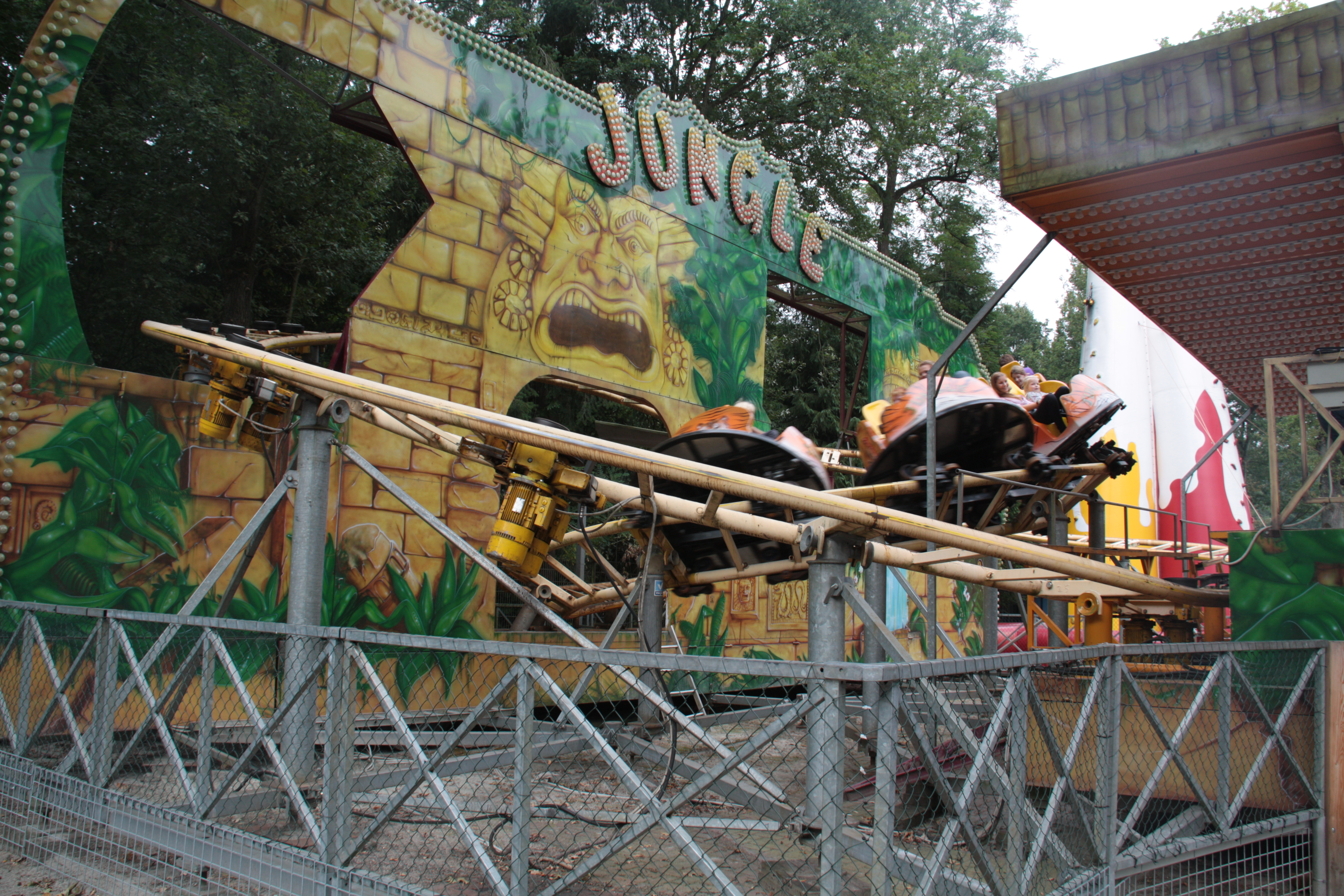
Spinning Coaster in Drouwenerzand